# أناتولي بيشوفتس
أناتولي بيشوفتس، من مواليد 23 ابريل 1946 في كييف في أوكرانيا في الاتحاد السوفيتي، لاعب كرة قدم سوفيتي سابق، ومدرب كرة قدم سوفيتي أوكراني سابق.
لعب مع نادي دينامو كييف منذ عام 1963 وحتى عام 1973، وشارك معهم في 139 وسجل 49 هدف.
لعب مع منتخب الاتحاد السوفيتي لكرة القدم بين عامي 1966 و1972، وشارك معهم في 39 مباراة وسجل 15 هدف.
درب منتخب اتحاد الدول المستقلة لكرة القدم بين عامي 1990 و1992، ودرب منتخب كوريا الجنوبية لكرة القدم بين عامي 1994 و1995، ودرب منتخب روسيا لكرة القدم في عام 1998.

## وصلات خارجية
- أناتولي بيشوفتس على موقع الاتحاد الدولي (مؤرشف)  (الإنجليزية)
- أناتولي بيشوفتس على موقع الاتحاد الأوربي (الإنجليزية)
- أناتولي بيشوفتس على موقع قاعدة بيانات كرة القدم.إي يو (الإنجليزية)
- أناتولي بيشوفتس على موقع ناشيونال فوتبول تيمز (الإنجليزية)
- أناتولي بيشوفتس على موقع أوليمبيديا (الإنجليزية)

قالب:تشكيلة الاتحاد السوفيتي في بطولة أمم أوروبا 1968
قالب:تشكيلة الاتحاد السوفيتي في كأس العالم 1970